# BWF Super Series 2007
Die BWF Super Series 2007 war die erste Saison der neuen Turnierreihe der BWF Super Series, welche nach den Individual- und Mannschaftsweltmeisterschaften die zweithöchste Turnierkategorie im Badminton darstellt.
Die Serie begann am 16. Januar mit den Malaysia Open und endete am 2. Dezember mit dem Hong Kong Open.
Das geplante BWF Super Series Finale (vgl. Tennis-Masters) wurde in diesem Jahr nicht ausgetragen.

## Turnierplan
| No. | Offizieller Titel          | Austragungsort                                   | Stadt               | Datum         | Datum         | Preisgeld US-Dollar | Bericht |
| No. | Offizieller Titel          | Austragungsort                                   | Stadt               | Start         | Ende          | Preisgeld US-Dollar | Bericht |
| --- | -------------------------- | ------------------------------------------------ | ------------------- | ------------- | ------------- | ------------------- | ------- |
| 1   | Malaysia Super Series      | Stadium Badminton Kuala Lumpur                   | Kuala Lumpur        | 16. Januar    | 21. Januar    | 200,000             | Bericht |
| 2   | Korea Open Super Series    | SK Olympic Handball Gymnasium                    | Seoul               | 23. Januar    | 28. Januar    | 300,000             | Bericht |
| 3   | All England Super Series   | National Indoor Arena                            | Birmingham          | 6. März       | 11. März      | 200,000             | Bericht |
| 4   | Swiss Open Super Series    | St. Jakobshalle                                  | Basel               | 12. März      | 18. März      | 200,000             | Bericht |
| 5   | Singapore Super Series     | Singapore Indoor Stadium                         | Singapur            | 1. Mai        | 6. Mai        | 200,000             | Bericht |
| 6   | Indonesia Super Series     | Gelora-Bung-Karno-Stadion                        | Jakarta             | 7. Mai        | 13. Mai       | 250,000             | Bericht |
| 7   | China Masters Super Series | Sichuan Provincial Gymnasium                     | Chengdu             | 10. Juli      | 15. Juli      | 250,000             | Bericht |
| 8   | Japan Super Series         | Tokyo Metropolitan Gymnasium                     | Tokio               | 11. September | 16. September | 200,000             | Bericht |
| 9   | Denmark Super Series       | Arena Fyn                                        | Odense              | 23. Oktober   | 28. Oktober   | 200,000             | Bericht |
| 10  | French Super Series        | Stade Pierre de Coubertin                        | Paris               | 30. Oktober   | 4. November   | 200,000             | Bericht |
| 11  | China Open Super Series    | Tianhe Gymnasium                                 | Guangzhou           | 20. November  | 25. November  | 250,000             | Bericht |
| 12  | Hong Kong Super Series     | Ma On Shan Sports Centre Queen Elizabeth Stadium | Ma On Shan Wan Chai | 26. November  | 2. Dezember   | 200,000             | Bericht |
| 13  | Super Series Finale        | abgesagt                                         | abgesagt            | abgesagt      | abgesagt      | 500,000             |         |

## Resultate

### Gewinner
| Turnier                    | Herreneinzel    | Dameneinzel    | Herrendoppel                 | Damendoppel                  | Mixed                         |
| -------------------------- | --------------- | -------------- | ---------------------------- | ---------------------------- | ----------------------------- |
| Malaysia Super Series      | Peter Gade      | Zhu Lin        | Koo Kien Keat Tan Boon Heong | Gao Ling Huang Sui           | Zheng Bo Gao Ling             |
| Korea Open Super Series    | Lin Dan         | Xie Xingfang   | Jung Jae-sung Lee Yong-dae   | Gao Ling Huang Sui           | Zheng Bo Gao Ling             |
| All England Super Series   | Lin Dan         | Xie Xingfang   | Koo Kien Keat Tan Boon Heong | Wei Yili Zhang Yawen         | Zheng Bo Gao Ling             |
| Swiss Super Series         | Chen Jin        | Zhang Ning     | Koo Kien Keat Tan Boon Heong | Yang Wei Zhang Jiewen        | Lee Yong-dae Lee Hyo-jung     |
| Singapore Super Series     | Boonsak Ponsana | Zhang Ning     | Fu Haifeng Cai Yun           | Wei Yili Zhang Yawen         | Flandy Limpele Vita Marissa   |
| Indonesia Super Series     | Lee Chong Wei   | Wang Chen      | Fu Haifeng Cai Yun           | Du Jing Yu Yang              | Zheng Bo Gao Ling             |
| China Masters Super Series | Lin Dan         | Xie Xingfang   | Fu Haifeng Cai Yun           | Liliyana Natsir Vita Marissa | Zheng Bo Gao Ling             |
| Japan Super Series         | Lee Chong Wei   | Tine Rasmussen | Candra Wijaya Tony Gunawan   | Yang Wei Zhang Jiewen        | Zheng Bo Gao Ling             |
| Denmark Super Series       | Lin Dan         | Lu Lan         | Koo Kien Keat Tan Boon Heong | Yang Wei Zhang Jiewen        | He Hanbin Yu Yang             |
| French Super Series        | Lee Chong Wei   | Xie Xingfang   | Fu Haifeng Cai Yun           | Wei Yili Zhang Yawen         | Flandy Limpele Vita Marissa   |
| China Open Super Series    | Bao Chunlai     | Wong Mew Choo  | Markis Kido Hendra Setiawan  | Gao Ling Zhao Tingting       | Nova Widianto Liliyana Natsir |
| Hong Kong Super Series     | Lin Dan         | Xie Xingfang   | Markis Kido Hendra Setiawan  | Du Jing Yu Yang              | Nova Widianto Liliyana Natsir |

### Sieger nach Ländern
| Team                | MAS | KOR | ENG | SUI | SIN | INA | CHN-M | JPN | DEN | FRA | CHN-O | HKG | Fin. | Total |
| ------------------- | --- | --- | --- | --- | --- | --- | ----- | --- | --- | --- | ----- | --- | ---- | ----- |
| Volksrepublik China | 3   | 4   | 4   | 3   | 3   | 3   | 4     | 2   | 4   | 3   | 2     | 3   |      | 38    |
| Malaysia            | 1   |     | 1   | 1   |     | 1   |       | 1   | 1   | 1   | 1     |     |      | 8     |
| Indonesien          |     |     |     |     | 1   |     | 1     | 1/2 |     | 1   | 2     | 2   |      | 7 1/2 |
| Korea               |     | 1   |     | 1   |     |     |       |     |     |     |       |     |      | 2     |
| Dänemark            | 1   |     |     |     |     |     |       | 1   |     |     |       |     |      | 2     |
| Thailand            |     |     |     |     | 1   |     |       |     |     |     |       |     |      | 1     |
| Hong Kong           |     |     |     |     |     | 1   |       |     |     |     |       |     |      | 1     |
| USA                 |     |     |     |     |     |     |       | 1/2 |     |     |       |     |      | 1/2   |

## Super Series Rankings

### Weltnummer 1: Verlauf
| Kategorie    | Spieler                      | MAS | KOR | ENG | SUI | SIN | INA | CHN-M | JPN | DEN | FRA | CHN-O | HKG |
| ------------ | ---------------------------- | --- | --- | --- | --- | --- | --- | ----- | --- | --- | --- | ----- | --- |
| Herreneinzel | Peter Gade                   |     |     |     |     |     |     |       |     |     |     |       |     |
| Herreneinzel | Bao Chunlai                  |     |     |     |     |     |     |       |     |     |     |       |     |
| Herreneinzel | Lin Dan                      |     |     |     |     |     |     |       |     |     |     |       |     |
| Herreneinzel | Chen Jin                     |     |     |     |     |     |     |       |     |     |     |       |     |
| Dameneinzel  | Zhu Lin                      |     |     |     |     |     |     |       |     |     |     |       |     |
| Dameneinzel  | Xu Huaiwen                   |     |     |     |     |     |     |       |     |     |     |       |     |
| Dameneinzel  | Xie Xingfang                 |     |     |     |     |     |     |       |     |     |     |       |     |
| Herrendoppel | Koo Kien Keat Tan Boon Heong |     |     |     |     |     |     |       |     |     |     |       |     |
| Herrendoppel | Jung Jae-sung Lee Yong-dae   |     |     |     |     |     |     |       |     |     |     |       |     |
| Herrendoppel | Fu Haifeng Cai Yun           |     |     |     |     |     |     |       |     |     |     |       |     |
| Damendoppel  | Gao Ling Huang Sui           |     |     |     |     |     |     |       |     |     |     |       |     |
| Damendoppel  | Zhang Yawen Wei Yili         |     |     |     |     |     |     |       |     |     |     |       |     |
| Mixed        | Zheng Bo Gao Ling            |     |     |     |     |     |     |       |     |     |     |       |     |

### Herreneinzel
| Legende | Legende       |
| ------- | ------------- |
| 1       | Turniersieger |
| 2       | Finalist      |
| SF      | Halbfinale    |
| QF      | Viertelfinale |
| R2      | Achtelfinale  |
| R1      | 1/16-Finale   |
| Q       | Qualifikation |
| DNP     | abwesend      |

| Rang | Spieler          | MAS | KOR | ENG | SUI | SIN | INA | CHN-M | JPN | DEN | FRA | CHN-O | HKG | Punkte |
| ---- | ---------------- | --- | --- | --- | --- | --- | --- | ----- | --- | --- | --- | ----- | --- | ------ |
| 1    | Lin Dan          | R2  | 1   | 1   | SF  | QF  | DNP | 1     | SF  | 1   | SF  | R1    | 1   | 73,900 |
| 2    | Lee Chong Wei    | QF  | QF  | QF  | R1  | R1  | 1   | SF    | 1   | SF  | 1   | 2     | 2   | 71,160 |
| 3    | Bao Chunlai      | 2   | SF  | SF  | R2  | DNP | 2   | QF    | R1  | 2   | 2   | 1     | R2  | 65,480 |
| 4    | Chen Jin         | QF  | 2   | SF  | 1   | R2  | R1  | R1    | QF  | QF  | SF  | SF    | SF  | 61,400 |
| 5    | Peter Gade       | 1   | DNP | R1  | SF  | SF  | QF  | R2    | QF  | R2  | QF  | QF    | QF  | 54,440 |
| 6    | Kenneth Jonassen | SF  | R1  | QF  | QF  | QF  | R2  | QF    | R2  | SF  | R1  | QF    | SF  | 51,660 |
| 7    | Sony Dwi Kuncoro | R2  | QF  | QF  | QF  | R2  | QF  | R2    | R1  | QF  | R1  | QF    | QF  | 46,080 |
| 8    | Simon Santoso    | DNP | DNP | R2  | 2   | R2  | R2  | R2    | SF  | QF  | R2  | R1    | R1  | 41,700 |
| 9    | Boonsak Ponsana  | R1  | R1  | R2  | R1  | 1   | R2  | QF    | R2  | R1  | QF  | R1    | DNP | 38,960 |
| 10   | Chen Yu          | QF  | QF  | 2   | QF  | 2   | DNP | R1    | R2  | DNP | DNP | R1    | DNP | 38,760 |

### Dameneinzel
| Rang | Spieler        | MAS | KOR | ENG | SUI | SIN | INA | CHN-M | JPN | DEN | FRA | CHN-O | HKG | Punkte |
| ---- | -------------- | --- | --- | --- | --- | --- | --- | ----- | --- | --- | --- | ----- | --- | ------ |
| 1    | Xie Xingfang   | DNP | 1   | 1   | DNP | 2   | R2  | 1     | 2   | QF  | 1   | 2     | 1   | 78,040 |
| 2    | Zhang Ning     | DNP | DNP | SF  | 1   | 1   | QF  | 2     | QF  | 2   | SF  | SF    | R2  | 66,940 |
| 3    | Lu Lan         | R2  | SF  | R1  | 2   | R1  | R2  | QF    | SF  | 1   | QF  | SF    | SF  | 59,960 |
| 4    | Zhu Lin        | 1   | 2   | SF  | R1  | R1  | 2   | R1    | R1  | SF  | R1  | QF    | 2   | 57,140 |
| 5    | Pi Hongyan     | R1  | R1  | 2   | QF  | QF  | SF  | SF    | QF  | QF  | 2   | R2    | R2  | 55,800 |
| 6    | Xu Huaiwen     | QF  | QF  | QF  | SF  | SF  | QF  | QF    | R1  | QF  | QF  | DNP   | DNP | 50,340 |
| 7    | Wang Chen      | DNP | R2  | QF  | R2  | QF  | 1   | R2    | QF  | SF  | R1  | R2    | DNP | 47,360 |
| 8    | Wong Mew Choo  | 2   | R2  | QF  | R1  | R2  | R1  | R1    | R2  | R1  | SF  | 1     | R1  | 45,920 |
| 9    | Tine Rasmussen | R2  | R2  | R1  | DNP | QF  | R2  | R1    | 1   | R2  | R2  | R2    | QF  | 43,100 |
| 10   | Yip Pui Yin    | QF  | R1  | R1  | R2  | R2  | R2  | SF    | QF  | R2  | QF  | DNP   | R2  | 41,760 |

### Herrendoppel
| Rang | Spieler                              | MAS | KOR | ENG | SUI | SIN | INA | CHN-M | JPN | DEN | FRA | CHN-O | HKG | Punkte |
| ---- | ------------------------------------ | --- | --- | --- | --- | --- | --- | ----- | --- | --- | --- | ----- | --- | ------ |
| 1    | Fu Haifeng Cai Yun                   | R2  | QF  | 2   | QF  | 1   | 1   | 1     | R2  | SF  | 1   | R1    | SF  | 71,120 |
| 2    | Markis Kido Hendra Setiawan          | SF  | QF  | R2  | DNP | SF  | QF  | 2     | SF  | SF  | QF  | 1     | 1   | 67,000 |
| 3    | Koo Kien Keat Tan Boon Heong         | 1   | SF  | 1   | 1   | R1  | SF  | DNP   | R2  | 1   | QF  | R2    | QF  | 66,920 |
| 4    | Candra Wijaya Tony Gunawan           | 2   | SF  | SF  | SF  | SF  | SF  | DNP   | 1   | DNP | DNP | R1    | 2   | 59,120 |
| 5    | Jens Eriksen Martin Lundgaard Hansen | QF  | QF  | SF  | 2   | R2  | R2  | DNP   | R2  | 2   | R1  | QF    | R2  | 51,540 |
| 6    | Choong Tan Fook Lee Wan Wah          | R1  | QF  | QF  | R1  | 2   | QF  | R2    | R2  | R1  | 2   | SF    | R1  | 48,780 |
| 7    | Jung Jae-sung Lee Yong-dae           | SF  | 1   | QF  | R2  | DNP | DNP | DNP   | R2  | QF  | SF  | QF    | R1  | 46,580 |
| 8    | Luluk Hadiyanto Alvent Yulianto      | R2  | DNP | R2  | DNP | R1  | R2  | SF    | 2   | R2  | QF  | R1    | SF  | 44,520 |
| 9    | Hendra Gunawan Joko Riyadi           | R1  | R2  | R1  | QF  | QF  | R2  | QF    | R1  | R2  | R2  | R2    | R1  | 37,560 |
| 10   | Tadashi Ohtsuka Keita Masuda         | R1  | R1  | R1  | R1  | R2  | R1  | R2    | QF  | R1  | SF  | R2    | QF  | 36,180 |

### Damendoppel
| Rang | Spieler                       | MAS | KOR | ENG | SUI | SIN | INA | CHN-M | JPN | DEN | FRA | CHN-O | HKG | Punkte |
| ---- | ----------------------------- | --- | --- | --- | --- | --- | --- | ----- | --- | --- | --- | ----- | --- | ------ |
| 1    | Zhang Yawen Wei Yili          | DNP | SF  | 1   | R2  | 1   | QF  | QF    | SF  | R1  | 1   | SF    | 2   | 68,340 |
| 2    | Yang Wei Zhang Jiewen         | QF  | 2   | 2   | DNP | DNP | DNP | DNP   | 1   | 1   | QF  | QF    | QF  | 54,160 |
| 3    | Lee Kyung-won Lee Hyo-jung    | DNP | SF  | R1  | 2   | SF  | QF  | DNP   | QF  | 2   | R2  | DNP   | QF  | 49,380 |
| 4    | Gail Emms Donna Kellogg       | R1  | R1  | R2  | R2  | R2  | SF  | SF    | R2  | SF  | R2  | R2    | QF  | 45,900 |
| 5    | Kumiko Ogura Reiko Shiota     | SF  | R2  | DNP | DNP | R2  | R2  | QF    | R2  | QF  | QF  | QF    | R2  | 44,580 |
| 6    | Du Jing Yu Yang               | DNP | DNP | QF  | DNP | QF  | 1   | SF    | 2   | SF  | 2   | 2     | 1   | 42,700 |
| 7    | Chien Yu-chin Cheng Wen-hsing | DNP | DNP | QF  | SF  | QF  | R1  | R2    | QF  | DNP | SF  | R1    | SF  | 42,420 |
| 8    | Gao Ling Huang Sui            | 1   | 1   | SF  | DNP | DNP | DNP | QF    | SF  | DNP | DNP | DNP   | DNP | 36,280 |
| 9    | Aki Akao Tomomi Matsuda       | R1  | QF  | R1  | QF  | R1  | R1  | DNP   | QF  | R2  | QF  | R2    | R1  | 36,240 |
| 10   | Wong Pei Tty Chin Eei Hui     | R1  | R1  | SF  | DNP | R2  | QF  | R2    | R1  | QF  | R1  | R2    | R2  | 36,180 |

### Mixed
| Rang | Spieler                                 | MAS | KOR | ENG | SUI | SIN | INA | CHN-M | JPN | DEN | FRA | CHN-O | HKG | Punkte |
| ---- | --------------------------------------- | --- | --- | --- | --- | --- | --- | ----- | --- | --- | --- | ----- | --- | ------ |
| 1    | Zheng Bo Gao Ling                       | 1   | 1   | 1   | DNP | QF  | 1   | 1     | 1   | DNP | SF  | QF    | 2   | 79,500 |
| 2    | Nova Widianto Liliyana Natsir           | SF  | R2  | QF  | DNP | SF  | 2   | SF    | 2   | R1  | QF  | 1     | 1   | 66,940 |
| 3    | Xie Zhongbo Zhang Yawen                 | DNP | SF  | SF  | QF  | SF  | QF  | QF    | R2  | SF  | 2   | SF    | SF  | 61,440 |
| 4    | Nathan Robertson Gail Emms              | 2   | SF  | QF  | DNP | QF  | R2  | SF    | R2  | 2   | QF  | SF    | R2  | 57,180 |
| 5    | Flandy Limpele Vita Marissa             | QF  | R1  | R1  | DNP | 1   | R1  | R2    | QF  | QF  | 1   | QF    | SF  | 55,780 |
| 6    | Sudket Prapakamol Saralee Thungthongkam | R2  | QF  | DNP | DNP | 2   | R2  | QF    | QF  | SF  | R1  | 2     | QF  | 51,600 |
| 7    | Thomas Laybourn Kamilla Rytter Juhl     | QF  | 2   | R2  | DNP | DNP | DNP | QF    | SF  | QF  | SF  | R1    | QF  | 46,620 |
| 8    | Anthony Clark Donna Kellogg             | R2  | R2  | 2   | R1  | R1  | QF  | 2     | QF  | QF  | R1  | R1    | R1  | 44,580 |
| 9    | He Hanbin Yu Yang                       | DNP | DNP | SF  | DNP | R2  | SF  | QF    | R2  | 1   | R2  | QF    | DNP | 42,920 |
| 10   | Robert Mateusiak Nadieżda Kostiuczyk    | QF  | R1  | R1  | SF  | R2  | R1  | R2    | DNP | R2  | QF  | R1    | R1  | 36,180 |